# Carl-Eric Nordberg
Carl-Eric Nordberg, född 17 september 1924 i Jakobs församling i Stockholm, död 24 oktober 2014 i S:t Johannes, Stockholm, var en svensk författare samt film- och litteraturkritiker.
Han var son till fabrikör Carl Nordberg och Emmy Carlsson. Efter studentexamen blev han litteraturkritiker, först för Stockholms-Tidningen 1948–1950 sedan vid Aftonbladet 1950–1955 och Bonniers Litterära Magasin från 1949. Han var filmkritiker åt Vi från 1954. 1985 blev han litteraturkritiker för tidningen Arbetet.
Vidare var han ledamot i Statens filmgranskningsråd från 1967 och i Svenska Pennklubben från 1968.
Han fick utmärkelsen Filmpennan 1975.
Carl-Eric Nordberg var första gången gift 1954–69 med författaren Margareta Ekström och andra gången 1980–87 med arkitekten Eva Asplund (född 1942).